# Lijst van Vlaamse ministers van Leefmilieu
Dit is een lijst van ministers van Leefmilieu en Natuur in de Vlaamse regering. 
De bevoegdheid 'Leefmilieu' is een deels geregionaliseerde bevoegdheid. Hierdoor is er anno 2020 zowel een Vlaamse als Belgische minister van Leefmilieu.

## Lijst
| Nr. | Minister | Minister                    | Partij | Partij         | Begin             | Einde             | Regering(en)              | Bevoegdheid                              |
| --- | -------- | --------------------------- | ------ | -------------- | ----------------- | ----------------- | ------------------------- | ---------------------------------------- |
| 1   |          | Jan Lenssens (1935-2006)    |        | CVP            | 22 december 1981  | 3 februari 1988   | Geens I, II               | Leefmilieu en Waterbeheer/ Leefmilieu    |
| 2   |          | Paul Akkermans (1923-2007)  |        | CVP            | 22 december 1981  | 10 december 1985  | Geens I                   | Natuur                                   |
| 3   |          | Jos Dupré (1928-2021)       |        | CVP            | 3 februari 1988   | 18 oktober 1988   | Geens III                 | Leefmilieu                               |
| 4   |          | Theo Kelchtermans (1943)    |        | CVP            | 18 oktober 1988   | 21 januari 1992   | Geens IV                  | Leefmilieu en Natuurbehoud               |
| 5   |          | Norbert De Batselier (1947) |        | SP             | 21 januari 1992   | 13 juni 1995      | Van den Brande I, II, III | Leefmilieu                               |
| 6   |          | Leo Peeters (1950)          |        | SP             | 13 juni 1995      | 20 juni 1995      | Van den Brande III        | Leefmilieu                               |
| (4) |          | Theo Kelchtermans (1943)    |        | CVP            | 20 juni 1995      | 13 juli 1999      | Van den Brande IV         | Leefmilieu                               |
| 7   |          | Vera Dua (1952)             |        | Agalev         | 13 juli 1999      | 23 mei 2003       | Dewael                    | Leefmilieu                               |
| 8   |          | Ludo Sannen (1954)          |        | Agalev/ Groen! | 26 mei 2003       | 18 februari 2004  | Dewael, Somers            | Leefmilieu                               |
| 9   |          | Jef Tavernier (1951)        |        | Groen!         | 18 februari 2004  | 20 juli 2004      | Somers                    | Leefmilieu                               |
| 10  |          | Kris Peeters (1962)         |        | CD&V           | 20 juli 2004      | 27 juni 2007      | Leterme                   | Leefmilieu en Natuur                     |
| 11  |          | Hilde Crevits (1967)        |        | CD&V           | 27 juni 2007      | 13 juli 2009      | Peeters I                 | Milieu en Natuurbehoud                   |
| 12  |          | Joke Schauvliege (1970)     |        | CD&V           | 13 juli 2009      | 5 februari 2019   | Peeters II, Bourgeois     | Leefmilieu en Natuur/ Omgeving en Natuur |
| 13  |          | Koen Van den Heuvel (1964)  |        | CD&V           | 6 februari 2019   | 2 oktober 2019    | Bourgeois, Homans         | Omgeving en Natuur                       |
| 14  |          | Zuhal Demir (1980)          |        | N-VA           | 2 oktober 2019    | 30 september 2024 | Jambon                    | Omgeving                                 |
| 15  |          | Jo Brouns (1975)            |        | CD&V           | 30 september 2024 | heden             | Diependaele               | Omgeving                                 |